# Починок (Фировский район)
Починок — деревня в Фировском районе Тверской области. Входит в состав Великооктябрьского сельского поселения.
Находится в 27 километрах к югу от районного центра посёлка Фирово.
Населения по переписи 2010 года нет.